# What’s the New Mary Jane
«What’s the New Mary Jane» — песня, написанная Джоном Ленноном (авторство приписано Леннону и Маккартни) и записанная группой «Битлз». Изначально песня планировалась к включению в «Белый альбом» группы, однако не вошла в него и была впервые официально опубликована лишь в 1996 году на альбоме-сборнике Anthology 3.

## История песни
Песня была написана Джоном Ленноном в 1968 году (вероятно, ещё во время пребывания группы в Индии или вскоре после возвращения). Демоверсия песни была записана в конце мая дома у Харрисона в Эшере; данная версия использует лишь акустические гитары и заканчивалась какофоническим сочетанием голосов, её длительность составляет около 2:40.
Работа над песней в студии проводилась 14 августа 1968 года при участии Леннона и Харрисона (с помощью Йоко Оно и Мэла Эванса). В общей сложности было записано четыре дубля: первый из них был неполным, последующие имели продолжительность 2:35, 3:45 и 6:12. Леннон исполнял вокальную и фортепианную партии, Харрисон играл на гитаре; кроме того были использованы колокольчик и ксилофон, а также ряд спецэффектов. Самая длинная версия песни широко разошлась на бутлегах после распада группы; эта же версия была включена в альбом-сборник Anthology 3. Несмотря на то, что Леннон хотел включить эту песню в состав альбома The Beatles, от этой идеи отказались в октябре 1968 года во время финальных сессий, посвящённых микшированию записей (вероятней всего, из-за её большой продолжительности).
После выхода альбома The Beatles Леннон продолжал гореть желанием опубликовать эту песню. 26 ноября 1969 года он вместе с Йоко Оно записал ещё несколько дополнительных партий, намереваясь выпустить данную песню в качестве сингла группы Plastic Ono Band вместе с ещё одной невышедшей к тому времени песней «Битлз» «You Know My Name (Look Up the Number)» (она была выпущена позже, в 1970 году, на стороне «Б» сингла «Let It Be»). Однако, данным планам воспротивились другие участники «Битлз», в результате чего выпуск данного сингла не состоялся.
Песня также планировалась к включению в альбом-сборник Sessions в 1985 году, однако его выпуск был отменён. До официальной публикации в 1996 году песня была доступна лишь на ряде неофициальных подборок, таких как Unsurpassed Demos, From Kinfauns to Chaos, Ultra Rare Trax Vol.5 и What a Shame, Mary Jane Had a Pain at the Party.

## Характеристика песни
Песня состоит из трёх куплетов и припева; текст песни крайне сюрреалистичен и изобилует намёками на наркотики (само выражение Mary Jane является сленговым обозначением марихуаны). Музыкальную составляющую песни музыкальный критик Иэн Макдональд характеризует как «банальную». Примерно половина песни состоит лишь из звучания разнообразных спецэффектов, вероятно призванных передать ощущения от неприятного наркотического опыта. Заканчивается композиция фразой Леннона «Let’s hear it, before we get taken away» («Давайте послушаем, пока нас напрочь не унесло»; при этом часть слова «away» обрезана).

## Примечание
1. ↑  Название песни представляет собой труднопереводимую игру слов; его можно понять и как «Кто такая эта новая Мэри Джейн?», и как «Что это за новая марихуана?»